# Ігренський концентраційний табір
Ігренський концентраційний табір також «Дніпропетровська яма» — нацистський концентраційний табір, що існував протягом 1941–1943 років на території Ігренської психіатричної лікарні.

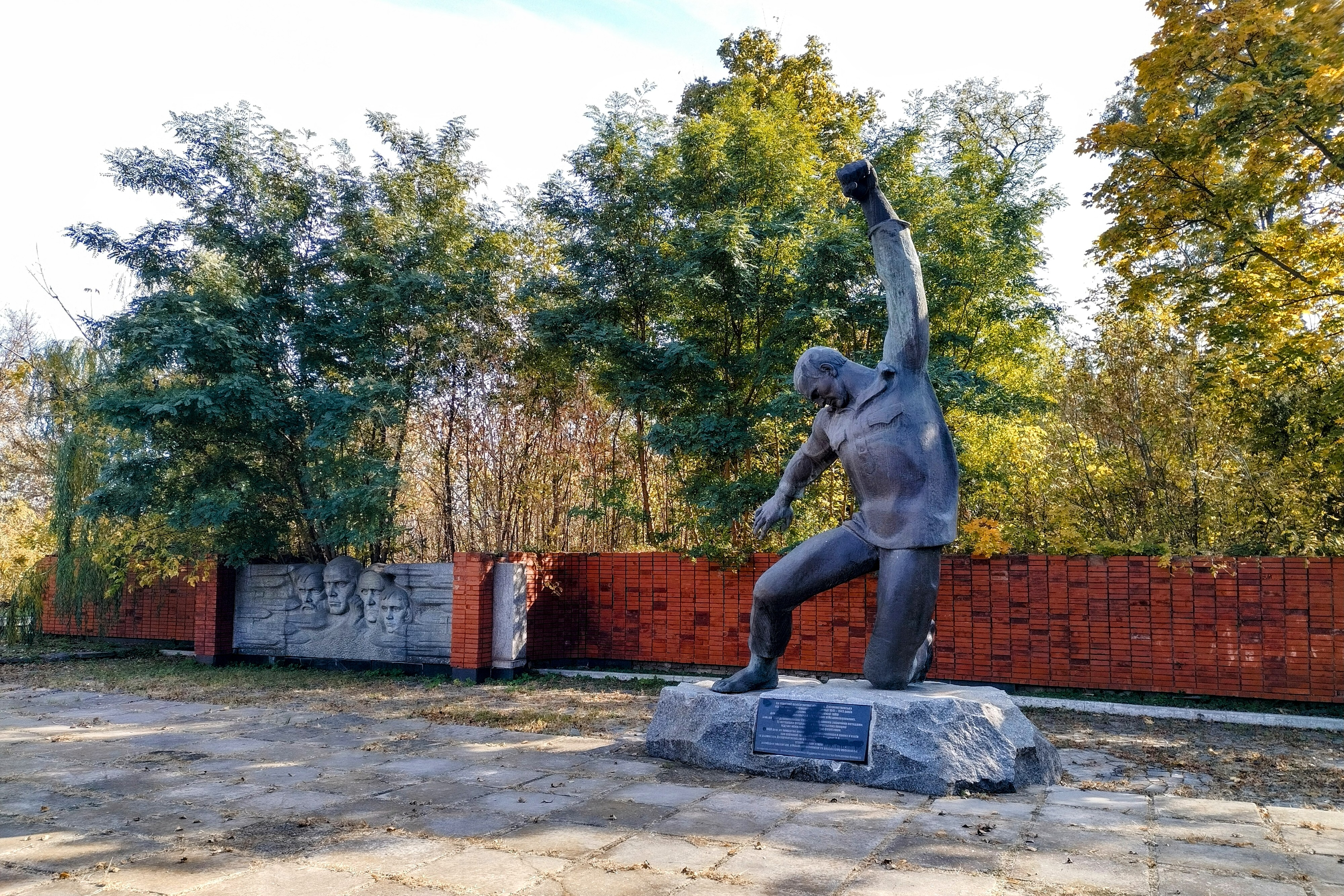
Монумент жертвам концтабору на території Дніпропетровської обласної клінічної лікарні психіатричної допомоги

Складався з трьох частин: власне психіатричної лікарні, де внаслідок знищення та тяжких умов загинули майже всі пацієнти, табору для полонених червоноармійців та політичного табору N 956, що був підрозділом Бухенвальда, де набирали в'язнів для концентраційного табору «Дора — Міттельбау».

## Загибель пацієнтів психіатричної лікарні
На початку 1940 — х років Ігренська психіатрична лікарня мала «всесоюзне значення», де лікувалися пацієнти не тільки Дніпропетровської області, але й інших союзних республік. Станом на серпень 1941 року, коли німецькі війська увійшли до Дніпропетровська, в лікарні перебувало 1520 психічнохворих та 130 поранених солдатів у хірургічному відділенні.
За свідченням головного лікаря В'ячеслава Васильовича Гончарова з серпня по жовтень 1941 року було виписано 250 осіб. Також під час окупації до лікарні привозили хворих зі Сталінської області та Васильківської колонії.
На початку жовтня 1941 року до лікарні прибули 4 офіцери гестапо з вимогою умертвити всіх пацієнтів. Головний лікар В. В. Гончаров відмовився виконувати наказ.
Також гестапівці арештували всіх працівників лікарні єврейської національності, яких на прохання Гончарова згодом було звільнено.
З середини жовтня за наказом окупаційних властей лікарі закладу починають вбивство хворих, шляхом смертельних доз ін'єкцій морфію. Першими були вбиті пацієнти євреї. З усього персоналу лише троє лікарів відмовились брати участь у вбивствах і виїхали.
Далі хворих убивали за допомогою стрихніну, нашатирного спирту, інсуліну та інших отрут, що викликали болісну смерть. Над психічнохворими ставили експерименти з випробування витривалості смертельних доз. Керували вбивствами німецькі лікарі, що прибули до лікарні.
За свідченнями медсестри Євгенії Петрівни Адамової від евтаназії загинуло 600 пацієнтів, решта загинули від голоду, бомбардувань або втекли.
Внаслідок голодування (хворі отримували по 100 грамів хліба та вареної їжі двічі на день, згодом по 150 грамів хліба та вареної їжі тричі на день) починались діарея, виснаження, що закінчувались смертю. Так, у дитячому відділенні від голоду й холоду померли всі пацієнти до яких не застосовували евтаназії. Скільки дітей загинуло комісія з розслідування злочинів нацистів так і не встановила.
В листопаді 1941 року айнзацкоманда ЕК — 6 стратила 800 хворих.
У грудні гестапо наказало зібрати всіх уцілілих пацієнтів для розстрілу. Двісті людей — чоловіків і жінок зібрали в не опалювальному приміщенні і роздягнули догола. До ранку сорок людей замерзли насмерть. Призначені для розстрілу гестапівці не з'явились і тих хто пережив ніч тримали всередині доки вони не загинули всі.
Влітку 1943 року напередодні відступу гестапівці розстріляли останню партію психічнохворих, чисельністю 80 людей. Таким чином загинули всі 1300 пацієнтів лікарні.

## Концентраційний табір

### Військовий табір
В листопаді 1941 року на Ігрені створюються дезінфекційні пункти для полонених. Умови перебування у військовому таборі були найкращими серед усіх в'язнів: для забезпечення працездатності полоненим давали 225 грамів хліба, 300 грамів м'яса, 1125 грамів свіжих овочів та 8 кілограмів картоплі на тиждень.

### Політичний табір
В політичній частині тримали учасників комуністичного, комсомольського підпілля, партизанів, оунівців, цивільне населення та євреїв (під час окупації в таборі загинули два рабини). В таборі утримували в'язнів віком від 30 до 50 років. Охороняли табір есесівці, яких за чорну форму називали «чорножупанниками».
Умови утримання були поганими: одна буханка хліба на п'ятьох та рідка юшка. Щодо купання, то спогади в'язнів різняться: одні казали, що в лазнях мились лише обрані, інші стверджували що німці суворо стежили за гігієною і миття раз на тиждень було обов'язковою процедурою.
Роботи в таборі були різними: витриваліші будували кам'яну огорожу біля табора, в зв'язку з чим відправлялись під конвоєм на гранітні кар'єри Рибальського та Старої Огріні, звідки кожен мав тягнути по великому каменю; інші працювали на підсобному господарстві лікарні: виконували роботи на городах, свинарниках, обкладали дерном будинок коменданта, ті кому охорона довіряла пасли худобу. За всіма стежили об'їзчики на конях, які жорстоко карали тих хто на їхню думку погано працював.
По дорозі на роботи та назад в'язні мусили виконувати українські пісні, які дуже любив комендант табору.
На Великдень комендант вводив обов'язкове вітання «Христос воскрес!», за порадою одного з в'язнів колишнього дяка — згадував в'язень оунівець Юхим Харченко (згодом в'язень Бухенвальда).
В травні 1943 року комендант загинув під колесами поїзда, намагаючись перескочити на велосипеді залізничний переїзд біля платформи Ксеніївка. Новий комендант завів ще жорстокіші порядки. Коли пастух худоби втік товарним поїздом додому до П'ятихаток і там другого дня був впійманий поліцаями, йому повісили табличку «Я втікав і за це буду повішений». Незабаром його стратили.
Одного разу троє в'язнів створили підпільну групу, що мала на меті роззброїти варту і звільнити весь табір. З цією метою до організації залучили трьох охоронців, один з яких доніс комендантові. За це в'язнів повісили.
Влітку 1943 року оунівці Степан Макуха та Леонід Ларжевський здійснили втечу з концтабору, користуюсь довір'ям до них охорони. Вони добігли до берега Самари, де підпільниця на човні переправила їх на правий берег Дніпра.
У липні 1943 року до табору стали будувати залізничну колію аби вивезти в'язнів до концтаборів Німеччини. 20 липня було вивезено 998 людей, 21 серпня — 781, 19 вересня — 1362 в'язні.
Остання партія в'язнів (2300 осіб) була відправлена 16 вересня до Мандриківського концтабору, що знаходився біля сучасного Монументу Слави. 27 вересня їх повантажили в ешелон на станції Дніпропетровськ — Лоцманський, який прибув 8 жовтня до концтабору Маутхаузен.

## Справа лікарів
Наприкінці вересня 1943 року на територію Ігрені увійшли радянські війська. Біля психіатричної лікарні вони зайняли позиції, звідки обстрілювали відступаючих німців.
З визволенням Дніпропетровська та його околиць було сформовано комісію з розслідування злочинів нацистів, що стала досліджувати місця концентраційних таборів, в тому числі й Ігренського.
У тридцяти ямах на території лікарні було знайдено останки 750—800 людей, також було досліджено ще п'ять масових поховань на Ігренському цвинтарі.
До відповідальності було притягнуто головного лікаря В. В. Гончарова якого засудили до розстрілу (вирок було виконано) та завідувача хірургічним відділенням Михайла Семеновича Зайцева, котрого засудили до двадцяти років таборів із конфіскацією майна. Звинувачення проти останнього базувалось лише на свідченнях покинутої Зайцевим нареченої Людмили Островської про те що що Зайцев згодився робити хворим смертельні уколи. При перегляді справи в 1956 році вона заявила, що вже не пам'ятає цього. Через десять років за скаргою Зайцева, термін ув'язнення йому скоротили до десяти років, а у 1964 році він був реабілітований за недоведенням факту злочину із матеріальною компенсацією за конфісковане майно.

## Увічнення пам'яті жертв концтабору
17 серпня 1973 року з ініціативи головного лікаря Дніпропетровської обласної клінічної психіатричної лікарні Володимира Олексійовича Павлова було відкрито монумент пацієнтам лікарні  та іншим жертвам концтабору. На відкритті були присутні колишні в'язні: Василь Андрійович  Власенко, працівник заводу імені Артема Олексій Миколайович Нікіфоров, професор медицини  Михайло Андрійович Бурлаченко, інженер Київської геофізичної розвідекспедиції Марія Михайлівна Шулятицька, учасник криворізького підпілля Андрій Гаврилович Пономаренко.